# Schlacht auf dem Krokusfeld
|  | Dieser Artikel oder Abschnitt wurde wegen inhaltlicher Mängel auf der Qualitätssicherungsseite der Redaktion Geschichte eingetragen (dort auch Hinweise zur Abarbeitung dieses Wartungsbausteins). Dies geschieht, um die Qualität der Artikel im Themengebiet Geschichte auf ein akzeptables Niveau zu bringen. Dabei werden Artikel gelöscht, die nicht signifikant verbessert werden können. Bitte hilf mit, die Mängel dieses Artikels zu beseitigen, und beteilige dich bitte an der Diskussion! |

Die Schlacht auf dem Krokusfeld (neugriechisch Κρόκιου Πεδίου Krókiou pedíou) fand im Jahre 352 v. Chr. in Thessalien (im heutigen Norden Griechenlands) statt. Den Makedonen unter Philipp II. gelang ein entscheidender Sieg gegen die Phoker, der ihnen die Hegemonie über das antike Griechenland brachte.

## Hintergrund
Während es Philipp nach seinem Regierungsantritt im Jahre 359 v. Chr. außerordentlich rasch gelungen war, Makedonien durch Feldzüge gegen Illyrien, durch das Vordringen nach Thrakien und die Einnahme mehrerer Küstenstädte an der nördlichen Ägäisküste (Amphipolis 357 v. Chr., Pydna 356 v. Chr., Methone) zu einer regionalen Macht im Norden Griechenlands zu machen, ging die Bedeutung Athens im gleichen Zeitraum rapide zurück: Im Bundesgenossenkrieg (357–355 v. Chr.) waren zahlreiche Verbündete des Zweiten Attischen Seebundes abgefallen und hatten teilweise Schutz bei den Persern gesucht; der Versuch, sie gewaltsam wieder unter die Herrschaft Athens zu bekommen, scheiterte, sodass der Bund 355 v. Chr. auf Druck der Perser aufgelöst werden musste. Auch Sparta war seit dem Krieg gegen Theben und der Schlacht von Leuktra 371 v. Chr. als Hegemonialmacht ausgefallen, ebenso Theben selbst, als dessen Feldherr Epaminondas 362 v Chr. bei Mantineia fiel. Die griechische Staatenwelt war also insgesamt durch die innergriechischen Kriege geschwächt, sodass es nurmehr eines geringfügigen Anlasses bedurfte, um einer neuen Macht die Gelegenheit zu geben, dieses Vakuum aufzufüllen.

## Dritter Heiliger Krieg
Dieser Anlass ergab sich, als die Phoker im Jahre 356 v. Chr. unter dem Feldherren Philomelos die Stadt Delphi überfielen und dabei an den reichen Tempelschatz gelangten, mit dem sie ein Söldnerheer von 10.000 Mann auf die Beine stellten. Das Orakel der heiligen Stätte zwang Philomelos zu dem Spruch, er dürfe tun, was er wolle. Dies war ein Affront gegen die griechische Kulturnation insgesamt, sodass der amphiktyonische Bund, der für die Wahrung der heiligen Stätte verantwortlich war, gegen die Phoker einen Kriegsbeschluss erwirkte; dies war der Beginn des Dritten Heiligen Krieges (oft auch Zweiter Heiliger Krieg genannt, da mitunter ein Feldzug Spartas gegen die Phoker im Jahre 448 v. Chr. nicht mitgezählt wird). Allerdings war es nun nicht so, dass die Phoker tatsächlich alle Griechenstaaten gegen sich gehabt hätten, denn Griechenland bildete zwar eine kulturelle Einheit, politisch bestanden aber seit langem innere Blockbildungen, die sich auch jetzt bemerkbar machten. Die Phoker waren traditionell Gegner Thebens, das dem Böotischen Bund vorstand. Böotien war mit Lokris und Thessalien verbündet. Auf Seiten der Phoker standen Sparta, Korinth und Athen, wobei sich Letztere allerdings weitgehend aus dem Konflikt heraushielten, da es im Bundesgenossenkrieg anderweitig gebunden war. Im Jahre 354 v. Chr. gelang den Böotiern ein Sieg gegen die Phoker unter Philomelos, der daraufhin Selbstmord beging; der Oberbefehl über die phokischen Truppen ging auf Onomarchos über. In dieser Situation sah Philipp die Gelegenheit, seinen Einfluss nach Mittelgriechenland auszudehnen und rückte durch Thessalien nach Süden, doch geriet sein Heer im Jahre 353 v. Chr. in der Schlacht in Thessalien in einen von den Phokern gelegten Hinterhalt und musste sich zurückziehen; wie er selbst sagte „um, wie ein Rammbock, auszuholen und dann umso härter zuzuschlagen.“ Tatsächlich kehrte er im Jahr 352 v. Chr. wieder und machte diese Voraussage wahr.

## Die Schlacht
Über die Schlacht selbst ist relativ wenig bekannt. Das Krokusfeld ist eine Ebene, die sich westlich des Golfs von Pagasai befindet. Philipp erreichte sie wohl in einem nächtlichen Gewaltmarsch von Norden her, wobei er über 3.000 Reiter und 20.000 Soldaten verfügte. Damit wollte er verhindern, dass sich Onomarchos selbst nach Norden wandte, um sich mit Verstärkungen in Pherai zu vereinen. Die Phoker hatten etwa 500 Reiter und mittlerweile ebenfalls 20.000 Soldaten unter Waffen, dazu lag die athenische Flotte unter Chares vor der Küste zur Unterstützung bereit (dabei dürfte es sich um 20 Schiffe mit gut 2.000 Mann gehandelt haben). Philipp, der in seiner Jugend in Theben die dortigen modernen Kampftaktiken studieren konnte, gelang es, die Phoker in der Stadt entscheidend zu schlagen. Damit war der Weg nach Mittelgriechenland frei. Thessalien wurde von Makedonien praktisch annektiert und noch im selben Jahr hatte Philipp seine Herrschaft bis zum Golf von Malia und den Thermopylen gesichert. Der Heilige Krieg war damit praktisch gewonnen, auch wenn er sich noch bis zum Friedensschluss im Jahre 346 v. Chr. hinzog, durch den Makedonien in die delphische Amphyktionie aufgenommen wurde und seine Rolle als griechische Hegemonialmacht praktisch durchsetzen konnte.